# Scotinella pintura
Espèce
Synonymes
- Phrurolithus pinturus Ivie & Barrows, 1935

Scotinella pintura est une espèce d'araignées aranéomorphes de la famille des Phrurolithidae.

## Distribution
Cette espèce est endémique des États-Unis. Elle se rencontre de la Floride à la Virginie.

## Description
Le mâle holotype mesure 1,80 mm et la femelle paratype 1,95 mm
Le mâle décrit par Platnick et Chamé-Vázquez en 2024 mesure 1,61 mm et la femelle 1,69 mm.

## Systématique et taxinomie
Cette espèce a été décrite sous le protonyme Phrurolithus pinturus par Ivie et Barrows en 1935. Elle est placée dans le genre Scotinella par Platnick et Chamé-Vázquez en 2024.

## Publication originale
- Ivie & Barrows, 1935 : « Some new spiders from Florida. » Bulletin of the University of Utah, vol. 26, no 6, p. 1-24.